# Escola Bruguera
L'Escola Bruguera, segons expressió encunyada per l'escriptor Terenci Moix, és el conjunt de la producció en el camp del còmic de l'Editorial Bruguera i, molt especialment, a la de contingut humorístic, amb unes característiques formals i temàtiques molt recognoscibles i que va tenir una profunda influència en el desenvolupament del còmic a l'estat Espanyol.

## Característiques

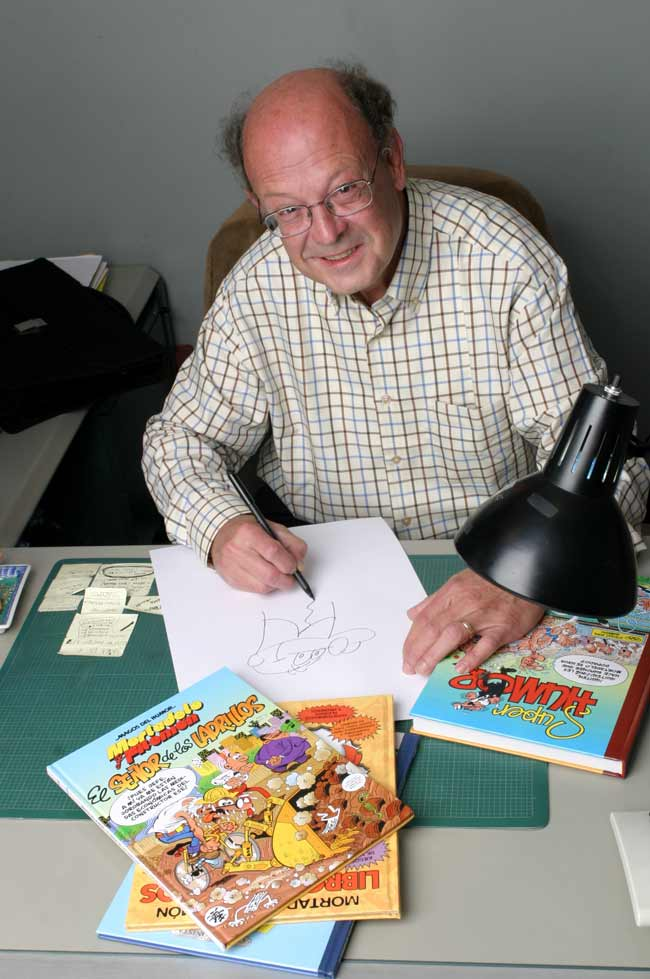
Francisco Ibáñez

En el camp del còmic, el paper ocupat per Bruguera durant la postguerra espanyola va ser fonamental. Encara que tenen un lloc destacat en la història del còmic espanyol els quaderns d'aventures editats per Bruguera, com El Cachorro, de Juan García Iranzo, o El Capitán Trueno, de Víctor Mora i Ambrós, els majors esforços dels seus dibuixants es van centrar en els setmanaris humorístics, entre els quals destaquen Pulgarcito, Tío Vivo i El DDT. En aquestes publicacions van col·laborar importants autors de còmic com Peñarroya, Escobar, Vázquez, Ibáñez, i Raf, entre molts altres. Els autors de còmics de Bruguera van configurar un estil fàcilment recognoscible, a mitjan camí entre l'entreteniment infantil i el costumisme satíric. Al bell començament, les historietes tenien una extensió d'una o dues pàgines i eren poc més que el desenvolupament d'un acudit senzill. Amb el pas del temps, van anar enriquint-se els arguments i es van escriure historietes de major extensió.
L'estructura narrativa d'aquests còmics humorístics seguia sempre una mateixa pauta: en començar, es presentava un desig del protagonista, que acabava sempre frustrant-se. El final era quasi sempre desgraciat per al protagonista, el que sovint es reflectia gràficament amb un colp, unes vegades físic (persecució, colp, caiguda), i altres psíquic (estupefacció, sorpresa, decepció). Eren historietes autoconclusives, en les quals l'última vinyeta, que contenia el desenllaç, era la més treballada des del punt de vista gràfic. Es repetien unes mateixes escenes tipus, i s'utilitzava llenguatge polit i paròdic, amb expressions recurrents i poc versemblants (interjeccions com "corcho", "córcholis", "cáspita", "sapristi", etc.)
Els decorats eren fonamentalment urbans, amb fons tot just esbossats, minimalistes i esquemàtics. El grafisme de les historietes se centrava sobretot en les expressions dels personatges, i s'empraven abundantment les onomatopeies i símbols cinètics. Com a conseqüència de la producció a gran escala d'historietes, a partir dels anys 1960, les bafarades van deixar de retolar-se a mà i van passar a mecanografiar-se, el que limitava la seua expressivitat.
La influència de l'humor característic dels còmics de Bruguera és visible encara en sèries de televisió produïdes a Espanya a partir dels anys 1990: per exemple, Aquí no hay quien viva procedeix directament de la historieta d'Ibáñez 13, Rue del Percebe, i Manos a la Obra està inspirada en els personatges de Pepe Gotera y Otilio.

## Els personatges
Ja que predominaven les historietes de caràcter costumista, els personatges de la factoria còmica Bruguera eren, en general, un reflex caricaturesc de la societat espanyola de l'època. Són personatges urbans, com començava a ser-lo la major part de la societat espanyola; les incursions de Bruguera en l'àmbit rural són bastant tardanes i ofereixen del camp una imatge sistemàticament negativa. Molts dels personatges masculins treballen com oficinistes, i aguanten estoicament el despotisme dels seus caps; les dones, per descomptat, no treballen (ni tan sols les solteres, com las hermanas Gilda, l'únic horitzó de les quals vital és un matrimoni); els xiquets, inquiets i entremaliats, acaten no obstant això incondicionalment l'autoritat paterna.
La comicitat d'aquests personatges deriva de l'abisme existent entre el que creuen ser -i sovint, diuen ser: el llenguatge és determinant com a element de caracterització d'aquests personatges-, i el que en efecte són. Resulta inevitable veure en açò un comentari de la societat espanyola de l'època, farta de la florida retòrica oficial però desproveïda sovint en els aspectes materials més bàsics. La fam de l'Espanya de postguerra troba una icona característica en el personatge de Carpanta (1947), de Escobar, de la mateixa manera que en Zipi i Zape (1948), del mateix autor, es manifesta la rígida estructura de la família tradicional. Don Pío (1947), de Peñarroya encarna a la perfecció la vida grisa i sense horitzons de la classe mitjana espanyola en els quaranta i primers cinquanta.
No obstant això, ja des dels primers anys de Bruguera sorgeixen personatges que impliquen una transgressió de la norma quotidiana: és el cas de la malvada Doña Urraca (Jorge), o de la majoria de les creacions de Manuel Vázquez, especialment Las hermanas Gilda, primera de les historietes Bruguera que pot veure's com les relacions familiars alberguen tensions destructives. Clar que les germanes Gilda són dues "solterones", el que fa d'elles un blanc fàcil per a la sàtira, i fins i tot ha provocat curioses suspicàcies sobre la veritable índole de la seua relació. Més prolífica va ser la sàtira de la família tradicional, que serà una constant en les historietes còmiques Bruguera durant tota la seua història: almenys quatre famílies convencionals n hi havia a les pàgines dels setmanaris Bruguera: La familia Pepe, d'Iranzo, La família Cebolleta i La família Churumbel, de Vázquez, i La família Trapisonda, d'Ibáñez. Totes tenen com referent La família Ulisses, de Benejam (publicada en les pàgines del TBO, revista competidora de les de Bruguera), però amb una major esperpentificació dels rols familiars.
I si el nucli familiar és seu de conflictes, molt més ho és l'àmbit laboral. La majoria dels personatges barons i adults de Bruguera tenen un treball rutinari i pagat malament, en el qual a més han de suportar els abusos dels seus caps. Un cas paradigmàtic en aquest sentit és el de El repórter Tribulete, de Cifré: el director del periòdic El Chafardero Indomable, on Tribulete treballa com a reporter, el castiga i colpeja amb escandalosa freqüència. Idèntica relació cap-subordinat, encara que menys abundant en colps, pot veure's en Don Pío, Anacleto, agente secreto, o en Mortadel·lo i Filemó. La relació amo/criat també és exposada en algunes sèries, de les quals la més característica és, sens dubte, Petra, criada para todo, de Escobar, que se centra en la vida quotidiana d'una empleada de llar.
Menció especial mereixen els excèntrics personatges de Manuel Vázquez, com Ángel Siseñor, La abuelita Paz o Angelito, que viuen en un món propi, completament despreocupats de la realitat i de les seues convencions. Rompetechos, d'Ibáñez, és un personatge amb unes característiques similars, ja que a causa de la seua atroç miopia té una visió del món completament distorsionada.

### Classificació
El 2005, els comissaris de l'exposició La factoria d'humor Bruguera, produïda pel centre de Cultura Contemporània de Barcelona, van proposar classificar als personatges de les historietes còmiques de Bruguera seguint la següent tipologia:

#### Vides frustrades
Personatges caracteritzats per la frustració de les seues vides. No assoleixen mai el que volen i són uns infeliços:
- Carpanta (Escobar, 1947)
- Don Pío (Peñarroya, 1947),
- Doña Urraca (Jorge, 1948),
- Pepe "el hincha" (Peñarroya, 1962)
- Rigoberto Picaporte (Segura, 1959).

#### Herois impossibles
Encara que carregats de bones intencions, només aconsegueixen provocar catàstrofes. Les seues històries són en general paròdies d'altres gèneres (policíac, d'espies, de superherois, etc.):
- Don Furcio Buscabollos (Cifré,1947)
- Mortadel·lo i Filemó (Ibáñez, 1958)
- Anacleto, agente secreto (Vázquez, 1967)
- Sir Tim O'Theo (Raf, 1970)
- Superllopis (Jan, 1973).

#### Feliços i inconscients
Personatges que viuen en el seu propi món, feliços i inconscients, aliens a les normes socials. Entre aquests personatges figuren:
- El loco Carioco (Conti, 1949)
- Ángel Siseñor (Vázquez, 1953)
- Agamenón (Nené Estivill, 1961)
- Rompetechos (Ibáñez, 1964)
- Angelito (Vázquez, 1964)
- Aspirino y Colodión (Alfons Figueras, 1966),
- El tío Vázquez (Vázquez, 1968)
- La abuelita Paz (Vázquez, 1969).
- Facundo da la Vuelta al Mundo (Gosset,1966).

#### La fraternitat sàdica
Un quart grup el constitueixen els personatges de les sèries enquadrades en l'àmbit familiar. Les relacions dins de les famílies de Bruguera no solen ser gens harmòniques. Destaquen:
- Zipi i Zape (Escobar, 1948)
- Las hermanas Gilda (Vázquez, 1949)
- La família Cebolleta (Vázquez, 1951)
- La terrible Fifí (Nené Estivill, 1958)
- Los señores de Alcorcón y el holgazán de Pepón (Segura, 1959)
- La família Churumbel (Vázquez, 1960)

#### Els incompetents
Els personatges que personifiquen la incompetència o desídia laboral i acaben provocant catàstrofes.
- El reporter Tribulete (Cifré, 1947)
- El doctor Cataplasma (Martz Schmidt, 1953)
- Petra, criada para todo (Escobar, 1954)
- El caco Bonifacio (Enric de Manuel i González, 1957)
- El profesor Tragacanto (Martz Schmidt,1959)
- El botones Sacarino (Ibáñez, 1963)
- Pepe Gotera y Otilio (Ibáñez, 1966).

## Els creadors
Alguns dels més coneguts creadors de l'escola Bruguera són:

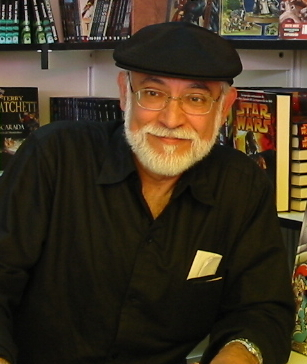
Jan (Juan López Fernández)

- Escobar (Josep Escobar i Saliente, 1908-1994): creador de personatges com Carpanta, Zipi i Zape, o Petra, entre molts altres.
- Peñarroya (José Peñarroya Peñarroya, 1910-1975), pare de Don Pío, Gordito Relleno o Pepe "el hincha".
- Conti (Carlos Conti, 1916-1975), creador de Carioco.
- Iranzo (Juan García Iranzo, 1918-1998), cèlebre sobretot pels quaderns d'aventures d'El Cachorro, també publicats per Bruguera, també va dibuixar tires còmiques, com La família Pepe.
- Jorge (Miquel Bernet Toledano, 1921-1960), creador, entre altres personatges, de Doña Urraca.
- Alfons Figueras (Alfons Figueras i Fontalans, 1922-2009), autor de personatges com Aspirino y Colodión o Topolino.
- Martz Schmidt (Gustavo Martínez Gómez, 1922-1998); obra seva són el doctor Cataplasma, El profesor Tragacanto o Deliranta Rococó.
- Giner (Eugeni Giner, 1924-1994), creador de l'única sèrie realista de l'etapa inicial de Pulgarcito, El Inspector Dan de la Patrulla Volante.
- Cifré (Guillermo Cifré Figuerola, 1922-1962), creador, entre d'altres, del reporter Tribulete i Don Furcio Buscabollos.
- Nené Estivill (Alejandro Santamaría Estivill, nascut en 1926), que va dibuixar a Agamenón (còmic) i La terrible Fifí.
- Segura (Robert Segura Mongé, nascut en 1927), creador de Rigoberto Picaporte i Los señores de Alcorcón y el holgazán de Pepón.
- Raf (Joan Rafart i Roldán, 1928-1997), autor de les aventures de Sir Tim O'Theo.
- Vázquez (Manuel Vázquez Gallego, 1930-1995).
- Gin (Jordi Ginés Soteras, 1930-1996).
- Nadal (Àngel Nadal Quirch, nascut en 1930), creador, entre altres de Pascual, criado leal.
- Ibáñez (Francisco Ibáñez Talavera), nascut en 1936, el creador de Mortadel·lo, Rompetechos o El botones Sacarino.
- Jan (Juan López Fernández, nascut en 1939), autor de Superllopis.

L'editorial Bruguera comptava amb altres signatures amb menys protagonisme dins de les seues revistes, com Adolfo, Alférez, Allué, Ayné, Carrillo, Casanyes, Cerdán, Cerón, Cubero, Enric de Manuel i González, Esegé, Carlos Fresno, Luis Fresno, García, Garcia Lorente, Gosset, Íñigo, Joso, Karpa, Alfons López, Rafa Vaquer, March, Martínez Osete, Miguel, Muntañola, Nabau, Nicolás, Oli, Pañella, Miquel Pellicer, Jaume Perich, Pineda Bono, Rojas de la Cámara, Jaume Rovira, José Royo, Sabatés, Blas Sanchis, Josep Sanchis, Serna, Sifré, State Keto, Toni, Torá, Torregrosa, Tran.
També varen treballar a Bruguera els guionistes Alonso, Arrufat, Ballestín, Jesús de Cos, Julio Fernández, Rafael González, José María Lladó, Andreu Martín, Armando Matías Guiu, Francisco Pérez Navarro, Jaume Ribera, Sotillos, Montse Vives, entre molts altres.

## Les revistes
- Bravo (1968)
- Can-Can (1958-1967), altre intent de l'editorial de fer una revista per a adults.
- Din Dan (1965-1975), que desenvolupava historietes basades en personatges de televisió.
- El DDT (1951-1977), revista orientada al públic adult.
- El Campeón (1948-1949): revista de còmics d'aventures, amb alguna historieta humorística.
- Les revistes destinades al públic femení Sissy (1958) i Lily (1962)
- Más madera! (1986) va ser l'última revista humorística de l'editorial.
- Mortadelo (1970-1983): en la seua primera etapa (1970-1983), va ser creada aprofitant l'auge del personatge d'Ibáñez. Després van vindre Súper Mortadelo, en 1972, i Mortadelo Especial, en 1975. En la seua segona etapa (1984-1986) es va fusionar amb Súper Mortadelo mantenint la numeració d'aquesta.
- Pulgarcito (1921-1986) va ser la capçalera insígnia de Bruguera. Va començar a publicar-se en 1921, quan l'editorial encara s'anomenava "El Gato Negro". Després van vindre, en 1969, Gran Pulgarcito i Súper Pulgarcito.
- Tio Vivo (1957-1981): en la seua primera etapa (1957-1960), va ser publicada per D.I.R., empresa independent que integraven alguns destacats dibuixants de Bruguera. Després va ser absorbida per Bruguera.
- Tele Color (1963-1968) revista de còmics que adaptava al còmic dibuixos animats de personatges televisius.
- Altres personatges d'èxit també van tenir capçalera pròpia: és el cas de Zipi y Zape (1972), Sacarino (1975) i Superlópez (1985).